# 日本入侵泰国战争
日本入侵泰国战争发生于1941年12月8日。战争发生于泰国和大日本帝国之间。尽管在泰国南部发生了激烈的战斗，这场战争在停火前只持续了几个小时。泰國政府隨後與日本妥協，和日本簽訂了軍事同盟並允許日軍穿越泰國進攻緬甸及馬來亞，一直到二戰終結。

## 背景

### 戰前數日
日军登陆宋卡。

## 战后
銮披汶·颂堪决定與日本签订停战协定重创了丘吉尔希望與泰国联盟的希望，他还同意日本使用泰国作为入侵英屬馬來亞的跳板。停战协议生效后的几个小时内，日軍航空部队就从中南半岛降落在宋卡机场，这使得日本军队能够近距离对马来亚和新加坡的战略基地发动空袭。停战期间，英国和美国将泰国视为日本所侵占的领土。1942年1月25日，泰國政府向美國和英國宣戰。美國聯邦政府的反應是凍結了所有泰國在美國的資產。當泰國駐倫敦大使向英國政府宣戰時，泰國駐華盛頓大使社尼·巴莫拒絕宣戰，而組織了自由泰人運動。